# Nakfa (Stadt)
Nakfa (in wissenschaftlicher Umschrift Naqfa, Tigrinya ናቅፋ, arabisch نقفة, oder auch ناكفا) ist eine Stadt in Eritrea. 
Sie liegt im nördlichen Hochland des Staates in der Region Semienawi Kayih Bahri, etwa 180 km nördlich der Hauptstadt Asmara. 
Nach dieser Stadt wurde 1997 die eritreische Währung Nakfa benannt.
Nakfa war Hauptsitz der Eritreischen Volksbefreiungsfront. Die Bevölkerung von Nakfa ist muslimischen Glaubens.